# 에어 타히티 누이의 운항 노선
에어 타히티 누이는 다음과 같은 노선들을 운항하고 있다.

## 운항 노선

### 아시아
- 일본
  - 도쿄 – 나리타 국제공항

### 유럽
- 프랑스
  - 파리 – 샤를 드 골 국제공항[2]

### 북아메리카
- 미국
  - 로스앤젤레스 – 로스앤젤레스 국제공항
  - 시애틀 - 시애틀 터코마 국제공항

### 오세아니아
- 프랑스령 폴리네시아
  - 파페에테 – 파아아 국제공항 허브
- 뉴질랜드
  - 오클랜드 – 오클랜드 국제공항

## 과거 취항지

### 아시아
- 일본
  - 오사카 – 간사이 국제공항

### 북아메리카
- 미국
  - 뉴욕 – 존 F. 케네디 국제공항[3]

### 오세아니아
- 오스트레일리아
  - 시드니 – 킹스포드 스미스 국제공항